# 트렉스타
트렉스타(영어: TrekSta)는 1991년 창립한 대한민국의 아웃도어 신발, 의류 회사이다. 트렉스타는 무겁고 딱딱한 가죽 등산화가 당연시 되던 시대에 트레킹(Trekking)을 위한 경등산화를 최초로 개발하였다. 2012년에는 세계 아웃도어 브랜드 순위 15위에 진입하였다.
2011년부터는 기능성 전투화를 제조하여 전군에 납품하고 있다.

## 본점 및 지점 현황
- 본점: 부산광역시 강서구 녹산산업중로192번길 10 (송정동)
- 화명직매장: 부산광역시 북구 금곡대로 217 (화명동)
- 서면직매장: 부산광역시 부산진구 중앙대로 741 (부전동)
- 당감직매장: 부산광역시 부산진구 당감로 39 (당감동)
- 서울지점: 서울특별시 관악구 남부순환로165길 62 (신림동)
- 화곡직매장: 서울특별시 양천구 화곡로 74 (신월동)
- 청주지점: 충청북도 청주시 흥덕구 2순환로 1004, 3층 (비하동, 롯데아울렛청주점)
- 김해지점: 경상남도 김해시 장유로 469 (신문동, 롯데아울렛)
- 서울금천지점: 서울특별시 금천구 벚꽃로 278 (가산동, SJ테크노빌)
- 남천동지점: 부산광역시 수영구 광남로 35 (남천동, 남천동빌딩)
- 명지지점: 부산광역시 강서구 명지국제6로 168, 2144호 (명지동, 스타필드시티명지점)
- 신평지점: 부산광역시 사하구 을숙도대로 651 (신평동)
- 광주세정아울렛직매장: 광주광역시 서구 상무대로 773, 148호 (치평동)
- 동부산직매장: 부산광역시 기장군 기장읍 기장해안로 147, 2층 (롯데몰 동부산점)
- 부천지점: 경기도 부천시 오정구 부천로419번길 98 (내동)